# ニコラス・ギルマン
ニコラス・ギルマン（英:Nicholas Gilman、1755年8月3日-1814年5月2日）は、アメリカ独立戦争のときの大陸軍軍人であり、ニューハンプシャーを代表して大陸会議代表となり、アメリカ合衆国憲法に署名した。アメリカ合衆国議会では、初めの4期は下院議員をまた1804年からその死の1814年まで上院議員を務めた。
兄のジョン・ギルマンもニューハンプシャーの政界で活躍し、14年間州知事を務めた。

## 家族と初期の経歴
ギルマンは8人兄弟の次男だった。フレンチ・インディアン戦争の最中に生まれ、間もなくニューイングランド植民地の市民として軍事的な責任感に目覚めた。地元の公立学校に通った後、父親の貿易商社の事務員になったが、植民地とイギリスの間の亀裂が深まると直ぐに独立への戦いに進むことになった。ニューイングランドの商人は特に、多くのアメリカ人がイギリス市民としての権利を侵犯していると考える収益増大策をイギリスの議会が制度化し強制することで、植民地の財政と政治事情に対する「有益な無視」を終わらせようとしていることに不満を抱いた。ギルマンの父はナサニエル・フォルソムやエノック・プアと共に、エクセターで愛国者側の指導者として頭角を現した。父は1775年にレキシントン・コンコードの戦いで敵対関係が生まれた直後に作られたニューハンプシャー植民地議会の地域代表となった。議会は後に最初のニューハンプシャー憲法を起草することになった。アメリカ独立戦争の間、邦の財務官として働いた。長男のジョンはボストン周辺でイギリス軍と戦うために向かった民兵中隊の軍曹だった。ニコラス・ギルマンは家に残ったが、既に愛国者側の熱狂的な支持者となっており、おそらく地元の民兵連隊とともに訓練した。
ギルマンは憲法制定会議の時に32歳であった。その代表した邦はニューハンプシャーだった。強い連邦主義者でもあった。

## 独立戦争
1776年11月、邦議会の委員会が若いニコラス・ギルマンを第3ニューハンプシャー連隊の副官すなわち管理担当士官を務めるよう指名した。この連隊はその指揮官アレクサンダー・スキャメル大佐の指示の下に完全に再組織化を行う過程にあった。優れた戦闘士官であるスキャメルはギルマンの管理能力をうまく使って、手元にある限られた人的資源すなわち邦内の新兵とトレントン・プリンストン作戦に参加したでこぼこのある古参兵との組み合わせから戦闘能力のある軍隊を作り上げる仕事をさせた。間もなく第3ニューハンプシャー連隊はジョージ・ワシントン将軍の大陸軍にあって主要な基幹部隊の一つとして認められた。
ニューハンプシャーはカナダからニューヨークへの主要侵入経路にあったので、ワシントンはこの連隊に北部邦の戦略的防衛における中心的役割をあてた。1777年春、ギルマンとその他の士官および第3ニューハンプシャー連隊はシャンプレーン湖岸のタイコンデロガ砦に行軍し、ジョン・バーゴイン将軍が指揮するイギリス軍、ドイツ人傭兵およびインディアンの予備部隊からなる強力な軍隊の侵攻を止めるためのアメリカ軍による試みに参加した。いくつかの異なる邦部隊の動きを連携させることが難しく、ギルマンにとっては最初の軍事経験が敗北になった。イギリス軍古参兵の部隊は砦の側面を衝き、第3ニューハンプシャー連隊を含む砦の守備隊は、危険な夜の撤退を敢行することで、すんでのところで捕虜になることを免れた。
アメリカ軍の後退は初夏の間ずっと続き、イギリス軍が輸送に困難を来たしたことと、大陸軍が採用した遅延戦術とも相俟って敵の侵攻を遅らせた。この遅延によって、ジョン・ラングドンやギルマンの父に導かれたニューハンプシャ志願兵連隊などニューイングランドの民兵を大量に動員する時間ができた。さらにホレイショ・ゲイツ少将がニューヨークのサラトガ近くに新しい陣地を設ける時間もできた。ここでバーゴインの前進を止め、続いて勢力の優位を獲得すれば、イギリス軍のカナダへの撤退経路を遮断するつもりだった。この作戦の間、ギルマンはスキャメルの部隊の訓練と準備を監督することに忙殺された。その連隊と共にフリーマン農場の戦いなど2つの重要な戦闘に参戦し、バーゴイン軍は打ちのめされて、「紳士のジョニー」（バーゴイン）は結果的に全軍の降伏を強いられた。
ギルマンもスキャメルもこの大きな勝利の後で休む暇もなかった。イギリス軍の降伏から1週間足らずで、第3ニューハンプシャー連隊はフィラデルフィア近くにいるワシントン主力軍の補強に出発した。このアメリカの首都は大規模なイギリス軍に占領されたばかりであり、ニューイングランド人はバレーフォージの雪の中で厳しい冬を過ごさねばならなかった。この冬営は大陸軍の部隊にとって苦難と窮乏の最高の試練となり、その中から強靭で職業的な戦闘集団として立ち上がった。ギルマンの管理能力はこの時に顕著になってきた。ワシントンはスキャメル大佐を大陸軍の総務局長に選任し、スキャメルはギルマンをその助手にした。1778年6月には大尉への昇格が続いた。
戦争の残り期間、ギルマンは大陸軍の軍事指導者達と非常に身近な位置にいた。軍隊を戦場に送り出すために必要な無数の仕事をこなすその任務は、日々、ワシントン、ストイベン、ノックス、グリーン等と接触することになった。モンマスの戦いやヨークタウンの戦いなど、ワシントンの主力軍が戦ったその後の戦闘にも参加し、一方でニューハンプシャー戦線で大尉の任務もこなし続けた。しかし、ヨークタウンの前にあった小競り合いの中でスキャメル大佐が戦死したことは、その大きな勝利の喜びの大半を削ぐことになった。1783年遅くに父が死に、ギルマンは退役してエクセターに戻り、家業の管理を再開した。

## 政治家
ギルマンの商人としての経歴は短命になった。大陸軍士官として従軍したことでワシントンやアレクサンダー・ハミルトンのような著名民族主義者の考え方の多くに接していた。彼らの影響、ギルマン家独自の奉仕の伝統、及びギルマンの組織における特別の能力が全て組み合わさり、この若い退役軍人を政界に進ませることになった。1786年、ニューハンプシャー議会はギルマンを大陸会議代表に指名した。1786年にはさらにアナポリス会議に邦の代表として選抜された。ギルマンはこの会議に出席できなかったが、会議は国の深刻な経済問題と個々の邦や大陸会議ではそれらの問題を解決できないことを特に議論するために招集されていたので、この選任は民族主義発言者としてギルマンが登場することを認めたことになった。
1786年遅くにマサチューセッツ西部で政情不安や暴動の可能性があり、連合規約の改定にギルマンが関わる動機をさらに強めることになった。ギルマンは1787年7月に開催されたアメリカ合衆国憲法制定会議に邦の代表として仕えることを喜んだ。ギルマンの父の元上級士官であったジョン・ラングドンと共にフィラデルフィアに到着した時は、すでに議論が進められており、直ぐに議論に参加してあらゆる邦と地域で承認を得る憲法を作り出すために必要な妥協を案出することに貢献した。
それに続くニューハンプシャーでの憲法批准を確保する闘争の間、ニューヨークで大陸会議代表として留まっていたが、邦における批准推進者の一人であった兄のジョンと密接に連絡を取り続けた。この兄弟は共に働くことで、かなりの政治的影響力を及ぼし、最終投票では僅差の57対47で批准を勝ち取った。
新しいアメリカ合衆国の議会第1期が1789年にニューヨークで招集され、ギルマンは下院議員として出席し、その後4期を務めた。この期間ギルマンの兄弟達はニューハンプシャー州の政界で顕著な人物となった。兄のジョン・ギルマンが知事になり、これ14年間務め、弟は州議会での経歴を始めた。ギルマンはエクセターに戻った後で、1800年に政歴を再開し、州上院議員を1期務めた。
この期間にギルマンの政治信条が変化し始めた。かつては頑なまでに民族主義者であり連邦党が諸州のしっかりとした連合のための戦いを引っ張っている間は連邦党を支持した。しかし、一旦その考え方が確固たるものになると、政府による権力の乱用から通常の人を守る必要性に関心が移っていった。その結果としてトーマス・ジェファーソンの周りに創られつつあった民主共和党の支持に変えた。1801年、ギルマンはジェファーソンからの連邦破産監査官の指名を受けた。一度は落選したものの1804年にはジェファーソン党としてアメリカ合衆国上院に当選した。ニューハンプシャーのヤンキーは議会の議論で滅多に長々と話すことはないが、ギルマンの同僚はその政治的手腕を認めた。ギルマンは1814年に死ぬまで上院で影響力を保ち続けた。その死は議会の休会中にワシントンから故郷に帰る途中に起こった。
ギルマンは憲法に署名した後の時代は強い中央政府の重要性にその信念を凝縮した。新しい国の最高法を称して、「会議に集まった各邦の全会一致に見合う最高の物である。取引と妥協によって生まれたが、その不完全さにも拘らず、その採択は（私の力ない判断では）我々が尊敬される国民になるか、あるいは人民が粉々に砕けて...長い間軽蔑されるようになるかに掛かっている。」と言った。これら控えめな言葉は、この著しく実務的な軍人政治家をよく表している。しかし、その謙譲は建国の父となると明らかに感じていた正当な誇りを隠すことは無かった。ギルマン自身は決して小さな部分を演じたわけではなかった。